# U37 (潜水艦・2代)
U-37はドイツ海軍がかつて運用したUボートIXA型潜水艦。

## 艦歴
U-37は1937年3月15日にブレーメンのAG ヴェーザー社にて起工され、1938年5月14日に進水、1938年8月4日にハインリッヒ・シューク指揮下にて就役し、第6潜水隊群に配属された。
1939年8月から1941年3月の間には11度の戦闘哨戒を実施し、53隻の商船を沈めた。また2隻の軍艦、イギリス海軍のヘイスティングス級スループペンザンス及びフランス海軍の潜水艦スファクス（Q182）を撃沈した。
その後、U-37は最前線から後退し、戦争が終わるまで訓練艦に割り当てられた。1945年5月8日、Uボートはフレンスブルク沖のソンダーバーグ湾で沈没した。
U-37は第二次世界大戦で6番目に功績を挙げたUボートであった。 

### ヴィルヘルムスハーフェン
U-37は艦歴における前半の哨戒ではヴィルヘルムスハーフェンを母港とした。最初の哨戒では1939年8月19日に北大西洋を4週間近く運航し、1939年9月15日に帰港した。2度目の哨戒は1939年10月5日から11月8日にかけてヴェルナー・ハルトマン指揮下にて北大西洋を航行し、8隻の船を沈めた。1940年1月1日、U-37は第2潜水隊群に配属された。1940年1月28日から2月27日にかけて3度目の哨戒を行い、北大西洋を航行し、8隻の船を沈めた。3月30日から4月18日にかけてはノルウェー周辺の海域を哨戒し、3隻の船を沈めた。5月15日から6月9日にかけては新しい艦長ヴィクトル・エールン指揮下にてポルトガルとスペインを航行し、11隻の船を攻撃し、そのうちの10隻を撃沈した。8月1日にヴィルヘルムスハーフェンを出港したU-37はアイルランドの西を哨戒し、第2潜水隊群が拠点としているフランスのロリアンに向かった。

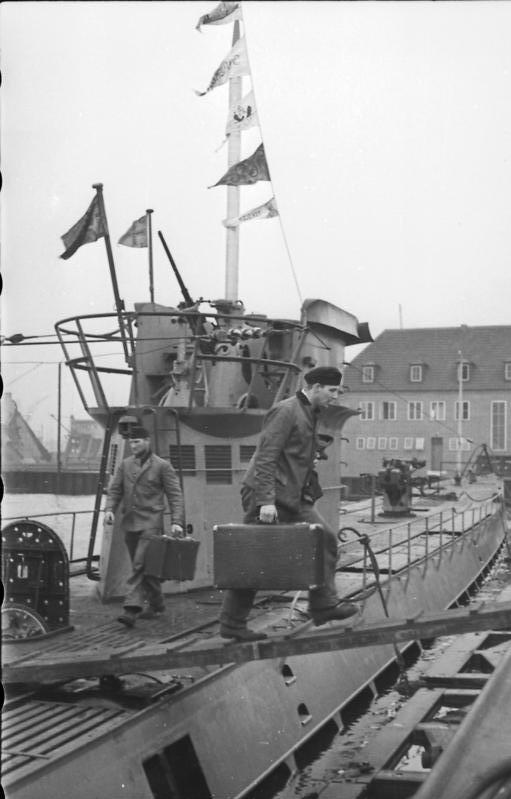
1940年4月18日、ヴィルヘルムスハーフェンに到着したU-37の乗組員

### ロリアン

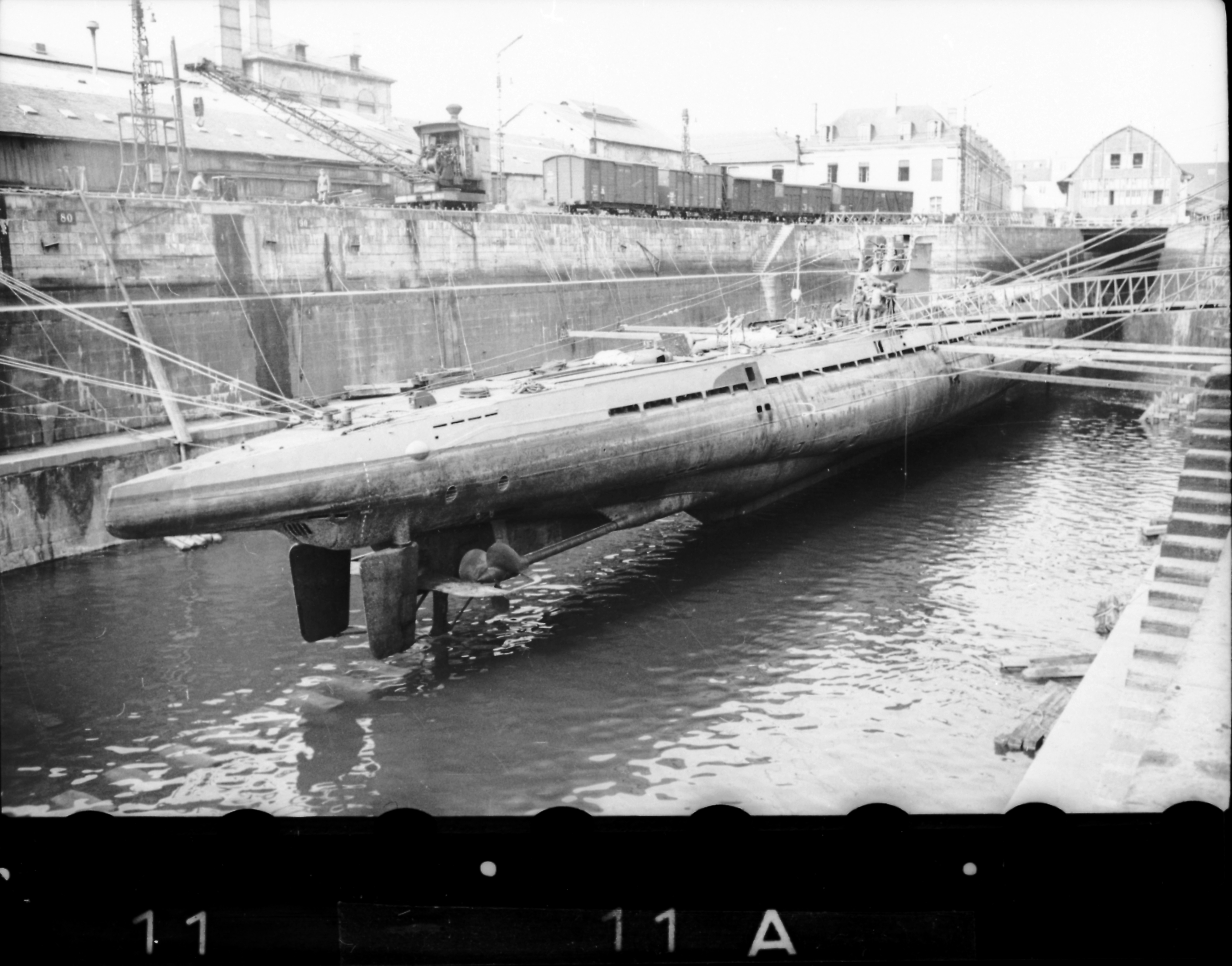
1940年、ロリアンのU-37

U-37は以降の哨戒任務をロリアンを母港として実行した。8月17日にアイルランドの南西を哨戒し、イギリス海軍のスループペンザンスを含む7隻を沈め、8月30日にロリアンに戻った。9月24日から10月22日にかけては北大西洋を哨戒し、6隻を撃沈した。11月28日から1941年1月14日にかけてはアフリカ北西部とスペイン周辺の海域を哨戒し、7隻を撃沈した。撃沈した船のうち、ヴィシー政権下のフランス所属艦である給油艦ローヌ、潜水艦スファクスは友軍を誤って撃沈した。1941年1月30日から2月18日にかけてポルトガル沖を哨戒し、2隻のイギリス艦を沈めた。1941年2月27日にロリアンを出港したU-37は、アイスランド南の海域を哨戒し2隻を沈めた。
U-37は24日間の哨戒後、3月22日にキール港に入った。

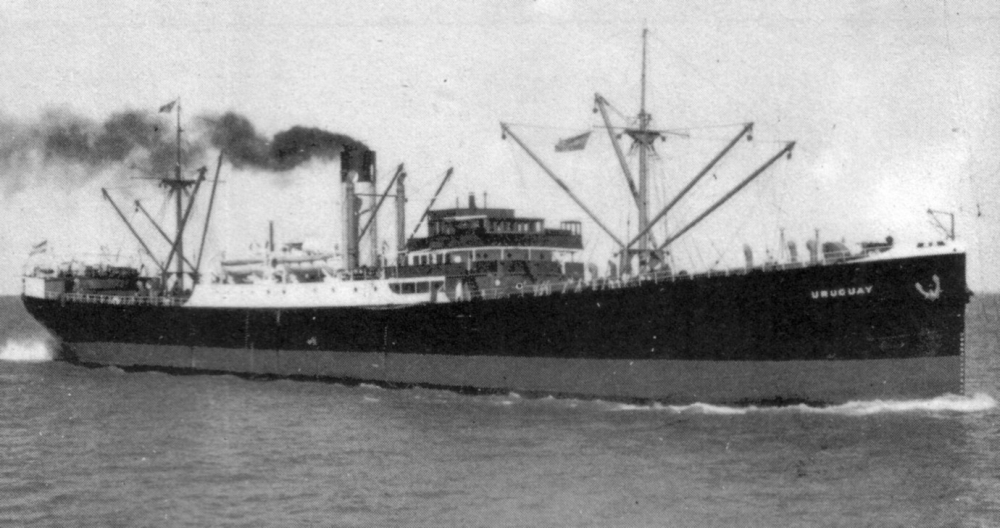
U-37が撃沈したアルゼンチン商船ウルグアイ

### 訓練艦
1941年5月1日、U-37は、訓練用Uボートとしてピロウに拠点を置く第26潜水隊群に配備された。その後1942年4月1日にゴーテンハーフェンに拠点を置く第22潜水隊群に移され、最後に1944年7月1日に第4潜水隊群に配属した。
U-37は1945年5月に自沈した。

## 映画
イギリスの映画潜水艦轟沈す（原題：49th Parallel）では、劇中において第二次世界大戦中にカナダに上陸したドイツの潜水艦にU-37という名前を使用している。この映画は、実在のU-37が退役した直後に公開された。
1943年の戦争映画「Action in the North Atlantic」では、オープニングシーンのUボートはU-37と題されている。 

## 戦果一覧
| 日付           | 船名/艦名                | 国籍/所属    | トン数 | 結果 |
| 1939年10月8日  | ヴィスワ                 | スウェーデン | 1,018  | 沈没 |
| 1939年10月12日 | アリス                   | ギリシャ     | 4,810  | 沈没 |
| 1939年10月15日 | バーモント               | フランス     | 5,186  | 沈没 |
| 1939年10月17日 | ヨークシャー             | イギリス     | 10,183 | 沈没 |
| 1939年10月24日 | レッドベリー             | イギリス     | 3,528  | 沈没 |
| 1939年10月24日 | メニンリッジ             | イギリス     | 2,474  | 沈没 |
| 1939年10月24日 | タフナ                   | イギリス     | 4,413  | 沈没 |
| 1939年10月30日 | スラシヴロス             | ギリシャ     | 3,693  | 沈没 |
| 1940年2月4日   | ホップ                   | ノルウェー   | 1,365  | 沈没 |
| 1940年2月4日   | レオドーソン             | イギリス     | 4,330  | 沈没 |
| 1940年2月10日  | シルジャ                 | ノルウェー   | 1,259  | 沈没 |
| 1940年2月11日  | トギモ                   | イギリス     | 290    | 沈没 |
| 1940年2月15日  | オーゼ                   | デンマーク   | 1,206  | 沈没 |
| 1940年2月17日  | ピュロス                 | イギリス     | 7,418  | 沈没 |
| 1940年2月18日  | エリン                   | ギリシャ     | 4,917  | 沈没 |
| 1940年2月18日  | P.L.M. 15                | フランス     | 3,754  | 沈没 |
| 1940年4月10日  | スヴェアボリ             | スウェーデン | 9,076  | 沈没 |
| 1940年4月10日  | トスカ                   | ノルウェー   | 5,128  | 沈没 |
| 1940年4月12日  | スタンクリフ             | イギリス     | 4,511  | 沈没 |
| 1940年5月19日  | エリック・フリゼール     | スウェーデン | 5,006  | 沈没 |
| 1940年5月22日  | ダンスターグランジ       | イギリス     | 9,494  | 損傷 |
| 1940年5月24日  | キマ                     | ギリシャ     | 3,994  | 沈没 |
| 1940年5月27日  | シィーフミード           | イギリス     | 5,008  | 沈没 |
| 1940年5月27日  | ウルグアイ               | アルゼンチン | 3,425  | 沈没 |
| 1940年5月28日  | ブラザ                   | フランス     | 10,387 | 沈没 |
| 1940年5月28日  | ジュリアン               | フランス     | 177    | 沈没 |
| 1940年5月28日  | マリア・ロゼ             | フランス     | 2,477  | 沈没 |
| 1940年5月29日  | テレナ                   | イギリス     | 7,406  | 沈没 |
| 1940年6月1日   | イオアナ                 | ギリシャ     | 950    | 沈没 |
| 1940年6月3日   | スナブ                   | フィンランド | 2,317  | 沈没 |
| 1940年8月8日   | アップウェイグランジ     | イギリス     | 9,130  | 沈没 |
| 1940年8月22日  | ケレット                 | ノルウェー   | 1,718  | 沈没 |
| 1940年8月23日  | セバーン・リー           | イギリス     | 5,242  | 沈没 |
| 1940年8月24日  | ブルックウッド           | イギリス     | 5,100  | 沈没 |
| 1940年8月24日  | HMSペンザンス            | イギリス海軍 | 1,025  | 沈没 |
| 1940年8月25日  | ブレアモア               | イギリス     | 4,141  | 沈没 |
| 1940年8月25日  | ユークレスト             | イギリス     | 3,409  | 沈没 |
| 1940年8月27日  | セオドロスT              | ギリシャ     | 3,409  | 沈没 |
| 1940年9月27日  | ジョルジュマブロ         | エジプト     | 2,555  | 沈没 |
| 1940年9月28日  | コリエンテス             | イギリス     | 6,863  | 沈没 |
| 1940年9月30日  | ヘミングス               | イギリス     | 2,499  | 沈没 |
| 1940年9月30日  | サマラ                   | イギリス     | 5,390  | 沈没 |
| 1940年10月6日  | ブリティッシュジェネラル | イギリス     | 6,989  | 沈没 |
| 1940年10月13日 | スタングラント           | イギリス     | 5,804  | 沈没 |
| 1940年12月1日  | パルメラ                 | イギリス     | 1,578  | 沈没 |
| 1940年12月2日  | グワリア                 | スウェーデン | 1,258  | 沈没 |
| 1940年12月2日  | ジャンヌM                | イギリス     | 2,465  | 沈没 |
| 1940年12月4日  | ダフネ                   | スウェーデン | 1,513  | 沈没 |
| 1940年12月16日 | サンカルロス             | スペイン     | 223    | 沈没 |
| 1940年12月19日 | ローヌ                   | ヴィシー海軍 | 2,785  | 沈没 |
| 1940年12月19日 | スファクス(Q 182)        | ヴィシー海軍 | 1,379  | 沈没 |
| 1941年2月9日   | クールラント             | イギリス     | 1,325  | 沈没 |
| 1941年2月9日   | エストレラーノ           | イギリス     | 1,983  | 沈没 |
| 1941年2月10日  | ブランデンブルク         | イギリス     | 1,473  | 沈没 |
| 1941年3月7日   | メンター                 | ギリシャ     | 3,050  | 沈没 |
| 1941年3月12日  | Petursey                 | アイスランド | 91     | 沈没 |